# Vanzago
Vanzago là một đô thị ở tỉnh Milano, vùng Lombardia của Italia, khoảng15 km về phía tây bắc của Milano. Tại thời điểm ngày 31 tháng 12 năm 2004, đô thị này có dân số 7.615 người và diện tích là 6,2 km².
Đô thịVanzago gồm các frazioni (đơn vị cấp dưới, chủ yếu là thôn làng) Mantegazza, Valdarenne, and Tre Campane.
Vanzago giáp các đô thị: Pogliano Milanese, Pregnana Milanese, Arluno, Sedriano.